# 生命とは何か
『生命とは何か』（せいめいとはなにか、原題：What is life?）は、1944年に物理学者エルヴィン・シュレーディンガーによって刊行された著作である。副題は『物理的に見た生細胞』とされている。

## 概要
本書は、シュレーディンガーが、1943年にダブリンのトリニティ・カレッジで行った講演を元にして執筆した著作である。彼自身は生物学の専門家ではなかったが、物理学の応用によって生物学の新しい研究領域を構築し、統一的な知識を獲得することを目指して、本書を執筆した。
まず、物理法則とは、ある意味で統計的なものであり、常磁性やブラウン運動などを示しながら、膨大な原子が関係することによって、近似的に成立するものとシュレーディンガーは論じている。つまり、物理学の立場によれば、研究対象としてのさまざまな生物的過程は、大量観察が可能な膨大な原子から成立し、かつ偶発的な原子の働きが過剰な結果をもたらすことがなければならない。しかし、生物の法則性は、物理の法則性と根本的に異質なものであることをシュレーディンガーは主張する。なぜなら、生命体の内部では、物理学における統計的法則では示すことができないような諸原子が、規則的に運動しているためである。シュレーディンガーは、こうした相違から、秩序をもたらす仕掛けには、無秩序から秩序を生む物理学的な仕掛けと秩序から秩序を生む生物学的な仕掛けがあると述べた上で、両者の関係を問題とする。
シュレーディンガーは、ここで生物にとって重要であり、多数の原子から構成されている遺伝子に注目する。遺伝子は、1000個程度の原子から成り立っており、基本的に安定した構造を持っている。この数は、物理的に見れば、安定するには少なすぎるが、遺伝子は安定性を保っている。この問題について、シュレーディンガーは、「遺伝子は非周期性固体である」と論じた。一般に結合体を構築するためには、同型の構造を三方向に繰り返し繋ぐ方法と、徐々に拡大する凝集体を形作る方法がある。そして、シュレーディンガーの見解によれば、遺伝子は後者の構造を採用している。そして、この構造によって、多種多様で異性体的な原子の配列が可能となり、しかもそれが少数の原子で実現できる。さらに、シュレーディンガーは、染色体が生物の発生過程の計画を指定する設計図に対応していると推論している。
また、シュレーディンガーは、エントロピーや生命現象の本質についても考察している。エントロピー増大の法則が示すところによれば、物体は崩壊を経て平衡状態に至る。しかし、生物は平衡状態にはならない。そのことについて、シュレーディンガーは、生物が生きるための手段として環境から「負エントロピー」を絶えず摂取しているためだと説明する。つまり、生物が生存することによって生じるエントロピーを負エントロピーによって相殺することで、エントロピーの水準を一定に保持しているのである。この事態は、エントロピー増大の法則が、開放されたシステムにおいては成立しないことを示しており、平衡状態とは別種の安定が成り立つとシュレーディンガーは述べている。